# 2801 Huygens
2801 Huygens là một tiểu hành tinh vành đai chính, được phát hiện bởi Hendrik van Gent năm 1935. Nó thuộc về họ Gefion. Nó được đặt theo tên Christiaan Huygens, nhà thiên văn học, nhà toán học và nhà vật lý học Hà Lan.